# 비소츠크

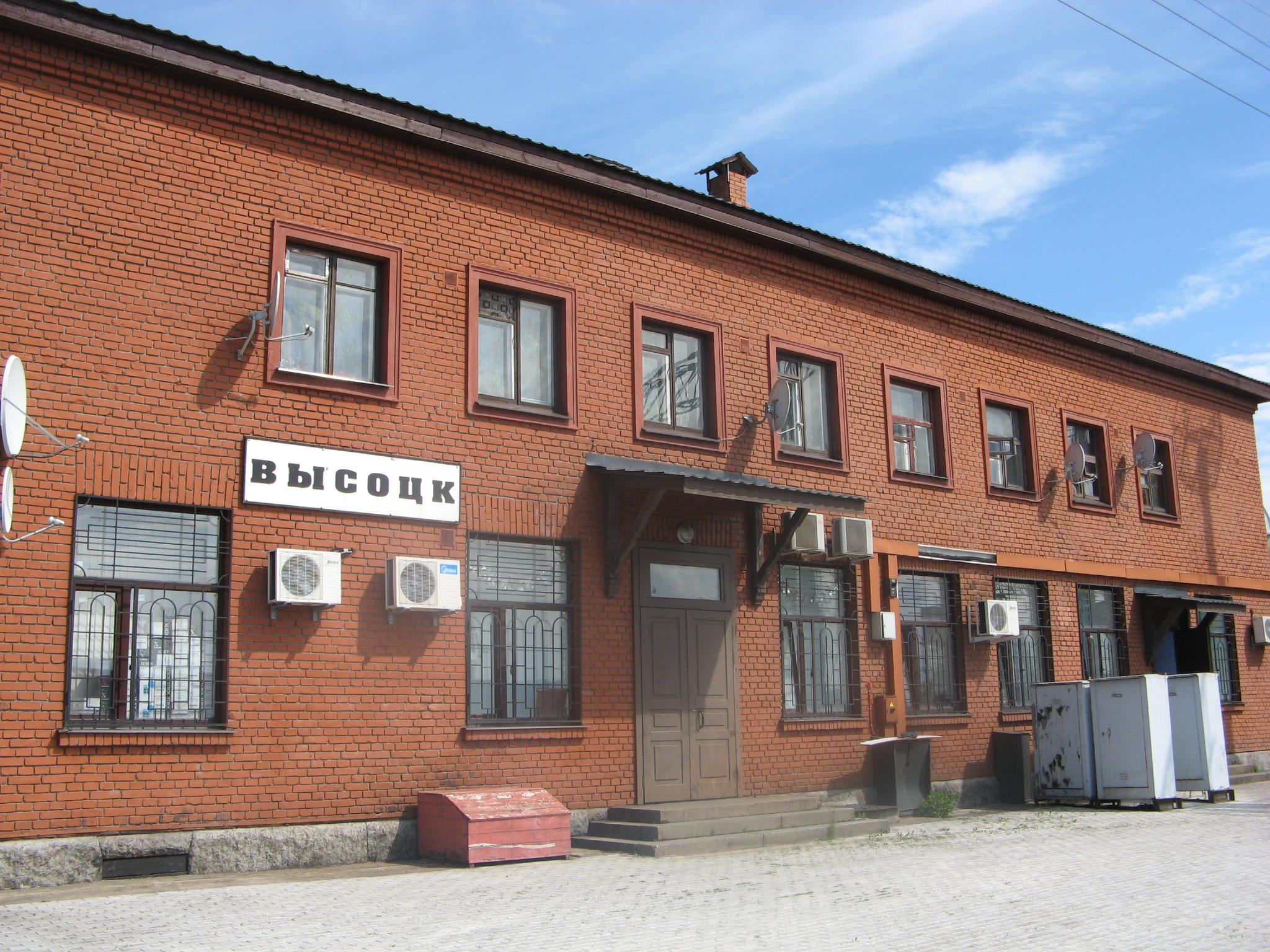

비소츠크(러시아어: Высо́цк, 1948년까지는 Тронгзунд 트론준드[*])는 레닌그라드 주 비보륵스키 군에 속한 도시이다.
비소츠크는 1918년 - 1940년까지 우라스(핀란드어: Uuras)였다.
1948년에 쿠지마 비소츠키의 이름을 따서 비소츠크로 개칭되었다.